# Nicolas Régnier

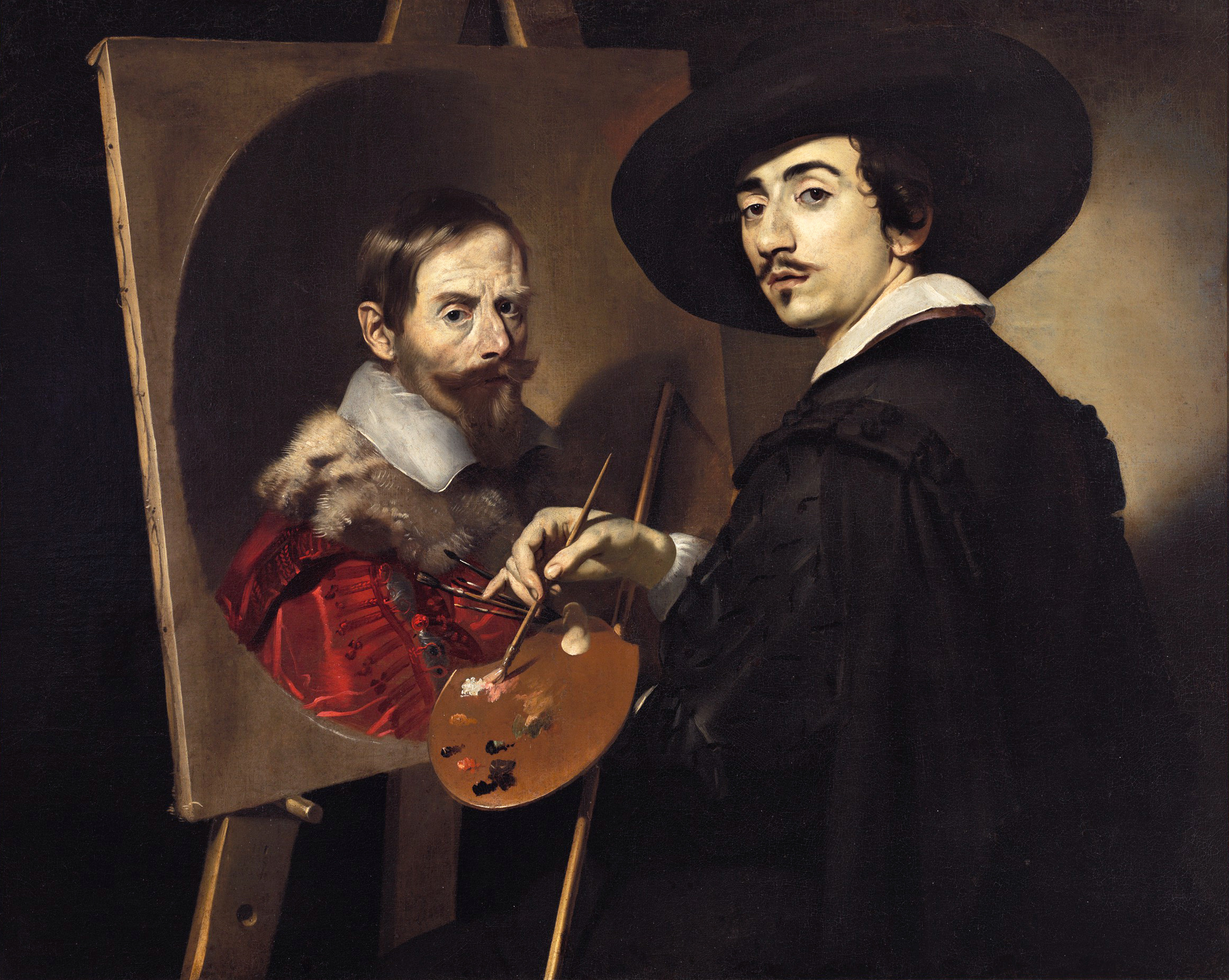
Selbstporträt mit einem Porträt auf einer Staffelei, 1623–4

Nicolas Régnier, in Italien nannte er sich Niccolò Renieri (* um 1588 in Maubeuge; † 1667 in Venedig) war ein Maler, Kunsthändler und Kunstsammler aus der Grafschaft Hennegau, einem französischsprachigen Teil der Spanische Niederlande. Er wird oft als flämischer Künstler bezeichnet, da dieser Begriff oft zur Bezeichnung von Personen aus den Spanischen Niederlanden verwendet wurde.  Nach seiner Ausbildung in Antwerpen war er in Italien tätig, wo er Teil der internationalen Caravaggesque-Bewegung war.  Zu seinen Themen gehören Genreszenen mit Kartenspielern, Wahrsagern, Soldaten und Konzerten, religiöse Szenen, Heilige, mythologische und allegorische Szenen und Porträts.  Er malte auch einige Karnevalsszenen.

## Leben
Häufig wird aufgrund einer falsch gelesenen Geburtsurkunde 1591 als Geburtsdatum angegeben. Er wurde aber möglicherweise schon 1588 geboren und auf jeden Fall vor 1593. Régnier ging in Antwerpen bei Abraham Janssens in die Lehre, einem der wenigen Maler des nördlichen Europa, die während der Lebenszeit Caravaggios in Rom waren.

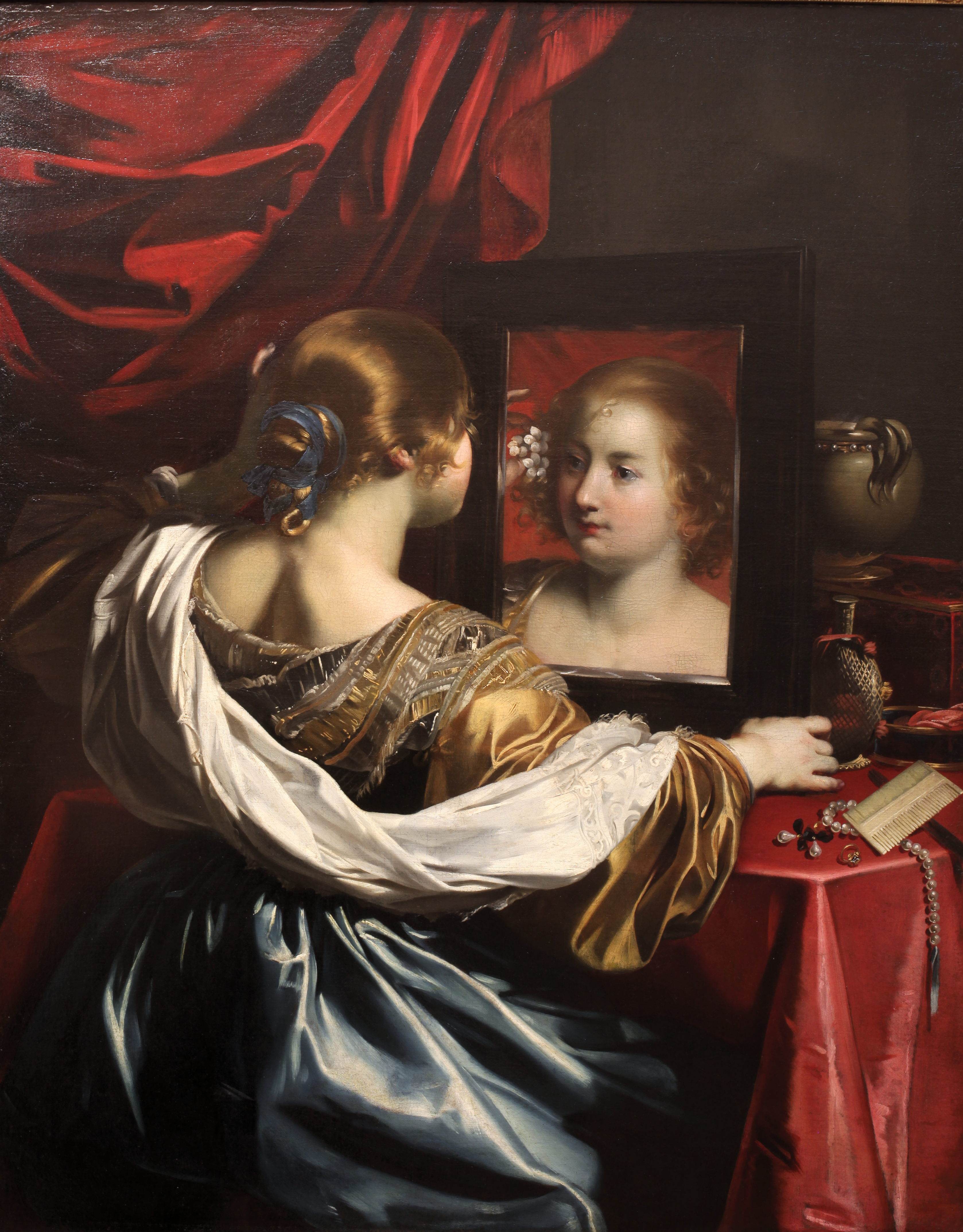
Eitelkeit, um 1626

Er verließ die Spanischen Niederlande und ist in der Zeit von 1616 bis 1617 in Parma verzeichnet.  Im Jahr 1616 ließ er sich als Staffagemaler am Hof von Farnèse registrieren und 1617 stellte er einen Antrag an Ranuccio Farnèse, als Maler zu praktizieren.
Beginnend zwischen Mai 1617 oder Ostern 1620 ist er in Rom nachweisbar. Definitiv in Rom ist er 1620, als aufgezeichnet wird, dass er mit den holländischen Malern David de Haen und Dirck van Baburen, beide Mitglieder der Caravaggisten des Nordens,  Unterkunft teilte. Er war einer der Gründer der „Bentvueghels“, die vor allem holländische und flämische Maler, die in Rom tätig waren, zu geselligen Zusammenkünften und gegenseitiger beruflicher Unterstützung zusammenführten.  In Rom war er nach Joachim von Sandrart ein Anhänger von Bartolomeo Manfredi (einem der ersten Nachahmer von Caravaggio) und begann im Stil von Caravaggio bzw. in dessen Interpretation durch Manfredi zu malen. Mit der Malweise von Caravaggio war er wahrscheinlich schon durch seinen Lehrer Janssens vertraut und vielleicht durch Lionello Spada, einem Maler am Hof der Farnese in Parma.
In seinem Atelier veranstaltete Régnier eine „accademia del nudo“ (Lebenszeichenklasse), die von Malern wie Paolo Signoretti, Tomasso Luini und Giovanni Battista Greppi besucht wurde. Er war in Rom offizieller Maler und Mitglied des Hofs des Herzogs Vincenzo Giustiniani, ein ehemaliger Mäzen von Caravaggio. Er war Giustinianis offizieller Maler und residierte in der Zeit von 1622 bis 1623 in Giustinianis Palast an der Piazza San Luigi dei Francesi. Zu seinen Aufgaben gehörte das Malen von religiösen und profanen Themen.  Nach seiner Heirat mit Cecilia Bezzi im Jahr 1623 verließ er den Haushalt Giustinianis. Außerdem war er in Rom mit Simon Vouet und anderen französischen Malern der Caravaggio-Nachfolge eng verbunden und ihre Caravaggio-Interpretation mit ihrem klaren Licht und ihrer klassischen Struktur haben sein Werk beeinflusst.  Er war eng mit der Accademia di San Luca verbunden. Am 22. März 1625 war er bei einer Versammlung der Accademia di San Luca im Haus von Simon Vouet anwesend. Dies war das letzte Mal, dass sein Name mit der Accademia in Verbindung gebracht wurde.

Schlafender Mann, der von einer jungen Frau mit Feuer geweckt wird

Im Jahr 1626 war Régnier nach Venedig gezogen, vielleicht nach einem ersten Zwischenstopp in Bologna. 1626 wurde er in die venezianische Gilde aufgenommen. Von seinen vier Töchtern heiratete Lucretia den flämischen Maler Daniel van den Dyck, während Clorinda den prominenten italienischen Maler Pietro della Vecchia (1605–1678) heiratete.  Seine Töchter waren auch selbst Malerinnen und arbeiteten mit ihren Ehemännern an Aufträgen. Régniers einziger Sohn, Giovanni Paolo, wurde am 27. Oktober 1639 getauft.
In den Jahren 1638 und 1639 arbeitete er in Modena an Porträtaufträgen für den Hof der d’Este.  Er ist 1639 in Bologna verzeichnet und in 1639 ist er tätig für den Hof der Gonzaga in Mantua.
In Venedig erweiterte er seine Aktivitäten auf den Handel mit Antiquitäten und Gemälden. 1634 wurde aufgezeichnet, dass er versuchte, über einen englischen Agenten Gemälde an den Herzog von Hamilton zu verkaufen. Es ist nicht klar, ob er als Kunsthändler auch Fälschungen verkaufte, wie sein Schwiegersohn Pietro della Vecchia, der dafür bekannt war, sich mit der Herstellung und dem Verkauf von Fälschungen zu beschäftigen. Régnier war Maler für den König von Frankreich, seine Gemälde wurden von Kardinal Mazarin gekauft. Er wurde in der Zeit von 1661 bis 1667 oft als Experte zu Rate gezogen, um zu entscheiden, ob Kunstwerke Fälschungen waren, vor allem in Bezug auf Zeichnungen.  Régnier war auch ein Kunstsammler und besaß viele Gemälde von flämischen und niederländischen Malern. Bedoni erwähnt unter anderem Werke von Paul Bril, Rubens, Frans Pourbus der Jüngere, Lucas van Leyden und Herri met de Bles. Er war auch mit dem italienischen Maler Guido Cagnacci befreundet. Régniers Halbbruder war Michele Desubleo, ein Künstler, der in einem sehr ähnlichen Stil arbeitete und dessen Werke oft fälschlicherweise Régnier zugeschrieben werden und umgekehrt.
Régnier starb 1667 in Venedig und wurde in San Cassiano begraben.

## Werk

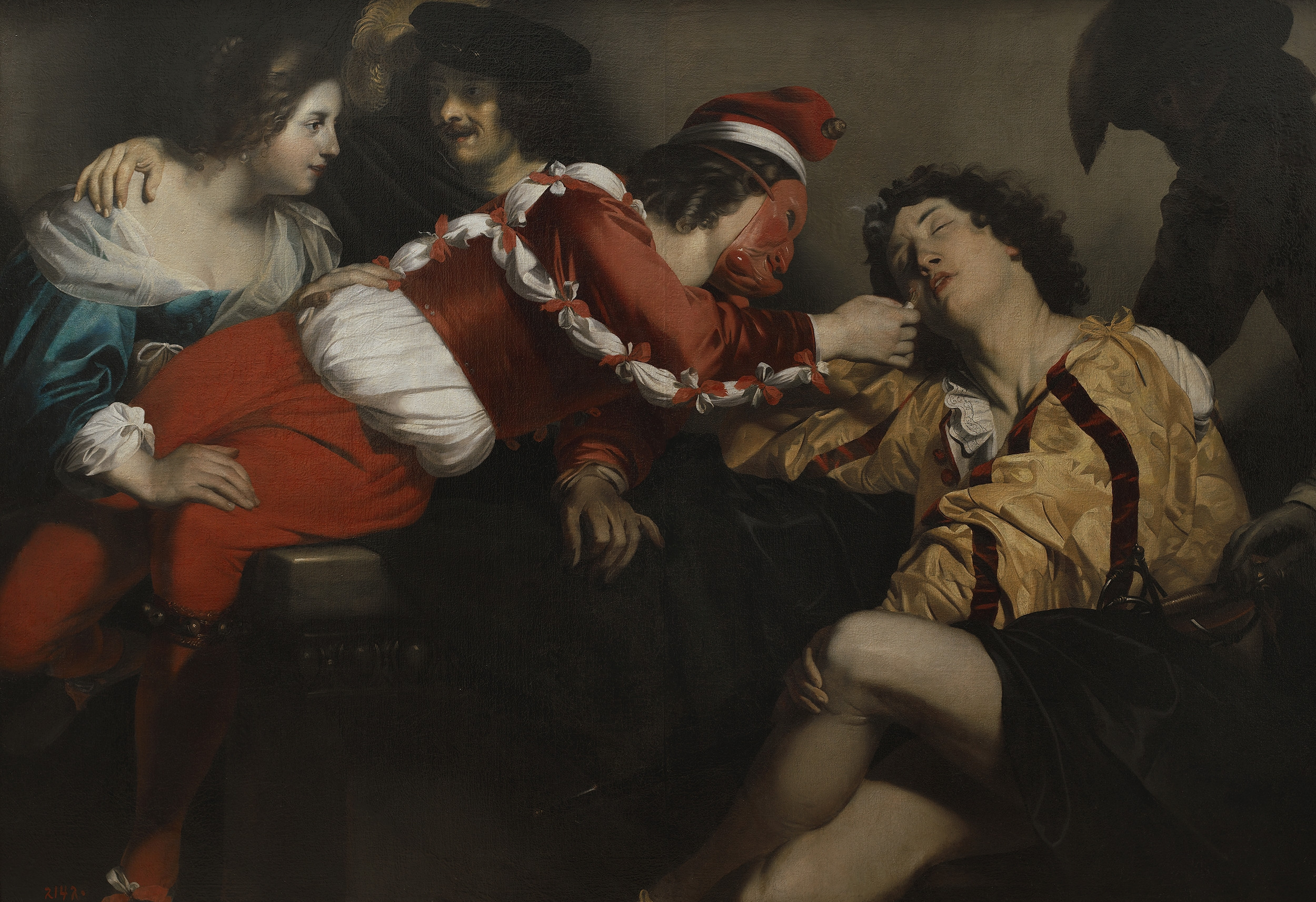
Karnevalsszene

Régnier malte Genreszenen mit Kartenspielern, Wahrsagern, Soldaten und Konzerten, religiöse Szenen, Heilige, mythologische und allegorische Szenen und Porträts. Er malte auch einige Karnevalsszenen, die als seine originellste Werke gelten und durch zwei Beispiele bekannt sind.   Im ersten Jahr seines Aufenthalts in Venedig malte er eine Gruppe von Allegorien, die als einige seiner erfolgreichsten venezianischen Kompositionen gelten, darunter zwei im Palazzo Reale, Turin.  Da er in ähnlichem Stil wie andere Caravaggio-Nachfolger malte sind viele Zuschreibungen unsicher.
Régnier war mit Valentin de Boulogne Hauptvertreter einer gefälligeren, weltmännischen Interpretation des Caravaggio-Stils nach Bartolomeo Manfredi, im Gegensatz zu niederländischen Caravaggisten wie Gerrit van Honthorst und Dirck van Baburen, deren Kunst sich auf die niedrigeren Aspekte der Genreszenen konzentriert.  Während des ersten Jahrzehnts, in dem er in Rom im Kreis von Bartolomeo Manfredi arbeitete, malte er einige seiner besten Bilder, darunter Die Wahrsagerin (Louvre) und David mit dem Kopf des Goliath (Rom, Galleria Spada). Ab etwa 1625 lebte Régnier in Venedig. Dort, inspiriert von der Tradition Veroneses und der Kunst der zeitgenössischen Bologneser Schule, hellte sich seine Palette auf und wurde farbiger. Sein Stil wurde unter dem Einfluss der Bologneser Maler, wie Guido Reni, noch glatter.

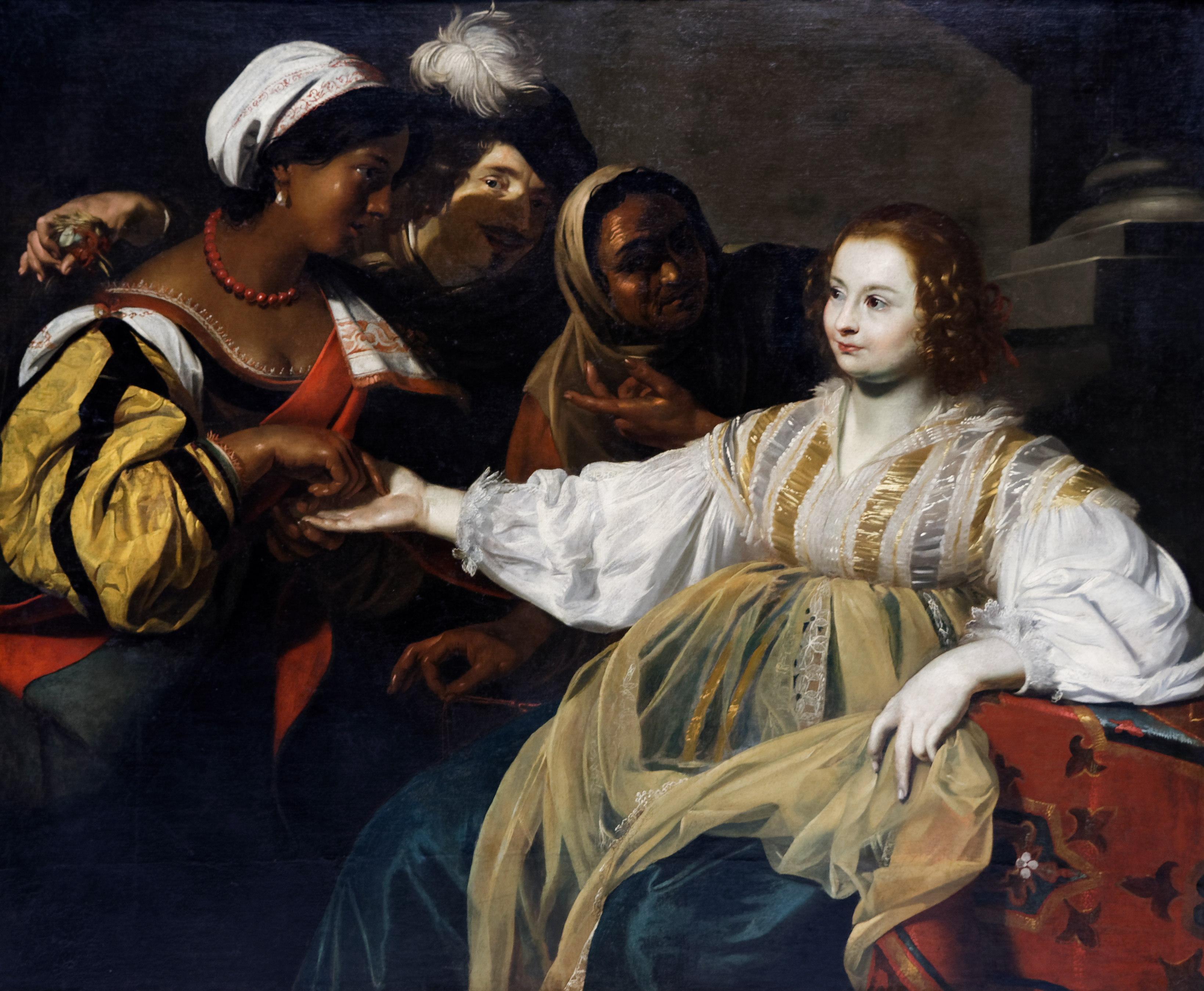
Die Wahrsagerin

Er malte dreimal den Heiligen Sebastian, der von der Heiligen Irene gepflegt wird, sowie eine Reihe von fast nackten Einzelfiguren des Heiligen Sebastian und Johannes des Täufers. Maria Magdalena malte er zahlreiche Male.
Régnier war tätig als Stilllebenmaler während seiner ganzen Karriere, sowohl in Gemälden, die er in Rom als auch in Venedig ausführte. Sein Interesse am Stillleben mag mit seiner Lehrzeit bei dem flämischen Maler Abraham Janssens in Antwerpen begonnen haben, aber Caravaggios Stillleben, die er in Rom gesehen haben muss, waren eindeutig einflussreich auf sein Werk.  Seine Stillleben folgen Caravaggio, indem sie die Objekte frontal betrachten und sich auf Licht und Form konzentrieren, anstatt auf die beschreibenden Details, wie es für nördliche Stillleben typischer ist. Obwohl bis heute keine „reinen“ Stillleben von Régnier bekannt sind, kann man mit Fug und Recht behaupten, dass sich seine Aufmerksamkeit für Stilllebenelemente durch sein gesamtes Œuvre zieht.
Seine Gemälde sind in vielen Museen der Welt zu sehen: in Budapest (Kartenspieler und Wahrsager), Sarasota (Heiliger Matthäus mit Engel), Detroit (Maria Magdalena als Büßerin), Bordeaux (Renaud und Armide), im Louvre (Wahrsagerinnen/La Diseuse de Bonne Aventure), Cambridge/Massachusetts (Fogg Art Gallery, Selbstporträt mit Staffelei), Lyon (Junge Frau bei der Toilette), Dijon (David und Goliath, Junger Mann), Kunsthistorisches Museum Wien (Maria Magdalena), Rouen (Heiliger Sebastian), Grenoble (Mann mit Gitarre), Rom (Galerie Spada, David und Goliath), Lille (Spielende Soldaten), Eremitage (Johannes der Täufer, Heiliger Sebastian) und Warschau (Karnevalsszene, um 1630). Ein Porträt von Gabriel Naudé ist in der Bibliothèque nationale de France in Paris. Ein Heiliger Hieronymus aus einer Kirche in Padua, der noch 1974 auf der Pariser Caravaggisten Ausstellung gezeigt wurde, ist gestohlen (Stand: 2008). In Venedig gibt es eine Taufe Christi in der Kirche San Salvatore und eine Verkündigung in der Scuola Grande di San Marco.

## Werke in deutschen Museen
In der Gemäldegalerie Alte Meister in Dresden:
- Der heilige Sebastian, vor 1625, Öl auf Leinwand, H134 × B98 cm

Zwei Pendants im Herzog-Anton-Ulrich Museum in Braunschweig:
- Judith mit dem Haupt des Holofernes, Öl auf Leinwand, H130 × B182 cm
- Caritas Romana, Öl auf Leinwand, H130 × B182 cm

In der Gemäldegalerie Alte Meister in Kassel:
- Der Tod der Sophonisbe, um 1655–65, Öl auf Leinwand, H128 × B153 cm

In der Staatsgalerie Stuttgart:
- Vanitas-Pandora, vor 1626, Öl auf Leinwand, H173 × B140 cm
- Hl. Maria Magdalena als Büßerin, um 1650, Öl auf Leinwand, H117,2 × B94,5 cm
- Amnon und Thamar, um 1650, Öl auf Leinwand, H74,6 × B107 cm

In der Bildergalerie Sanssouci in Potsdam aus der Sammlung Giustiniani (in der sich einst neun Gemälde Régniers befanden):
- Der blinde Homer, um 1622/23, Öl auf Leinwand, H119 × B95 cm (galt seit 1945 als verschollen (Kriegsverlust)[2]; 2003 kehrte aus Pariser Kunsthandel eine zweite Version von Régnier zurück[17]; die erste Version vermutlich heute als Kriegsbeute in Moskau[18])
- Das Gastmahl in Emmaus, nach 1617, Öl auf Leinwand, H282 × B222 cm

## Galerie

Ausgewählte Werke
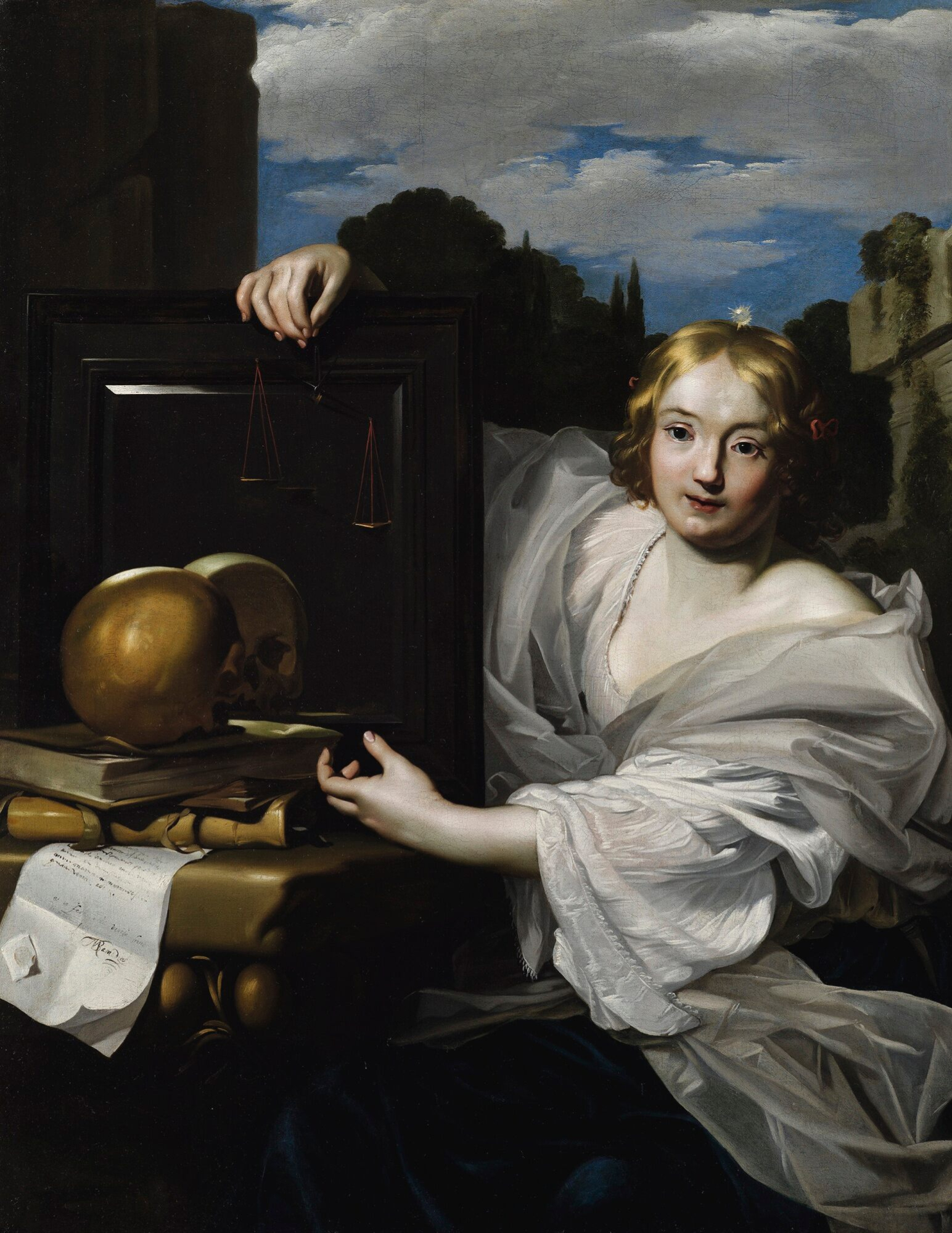
Allegorie der Weisheit Privatbesitz
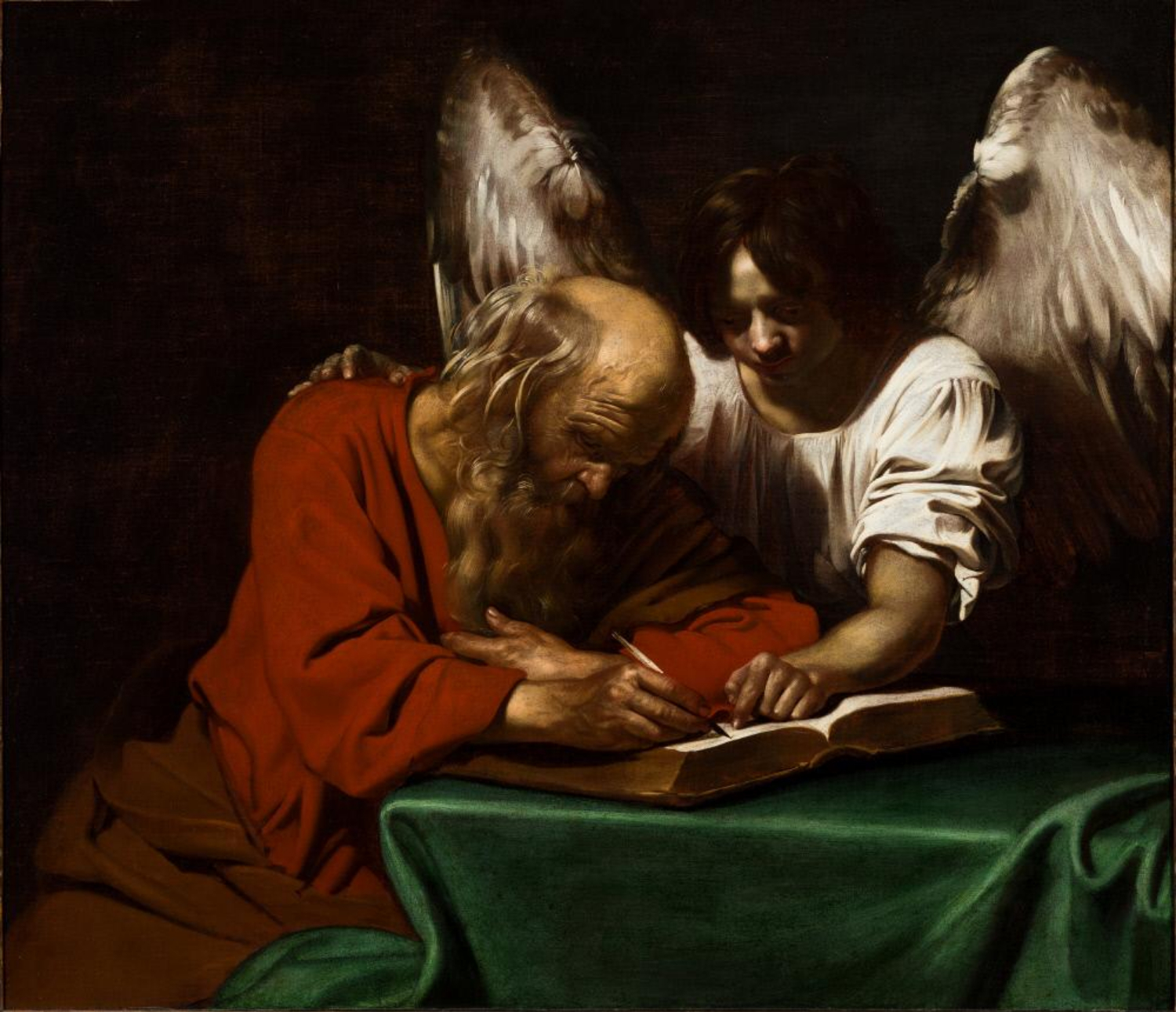
Der heilige Matthäus und der Engel John and Mable Ringling Museum of Art
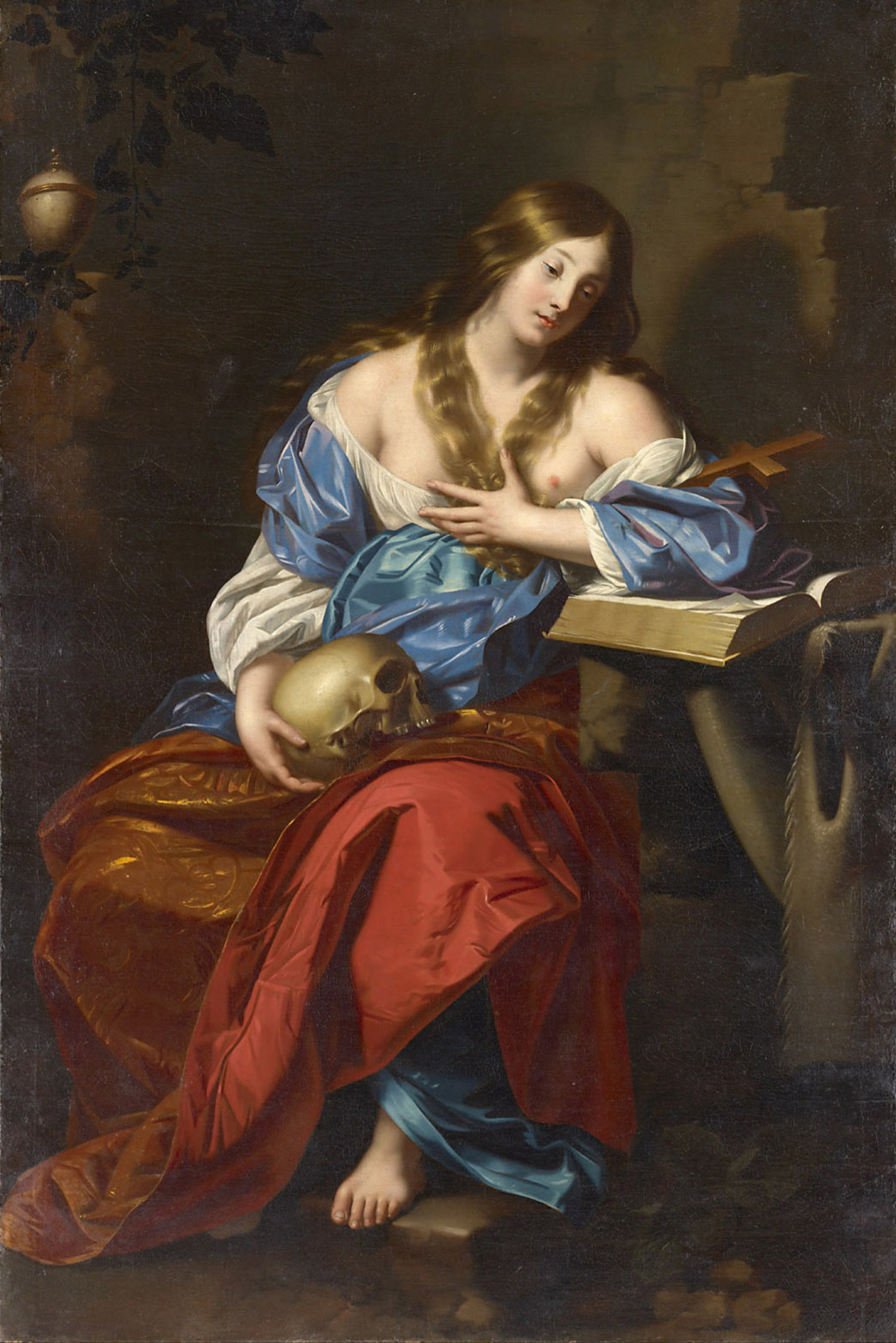
Trauernde Maria Magdalena Kunsthistorisches Museum Wien
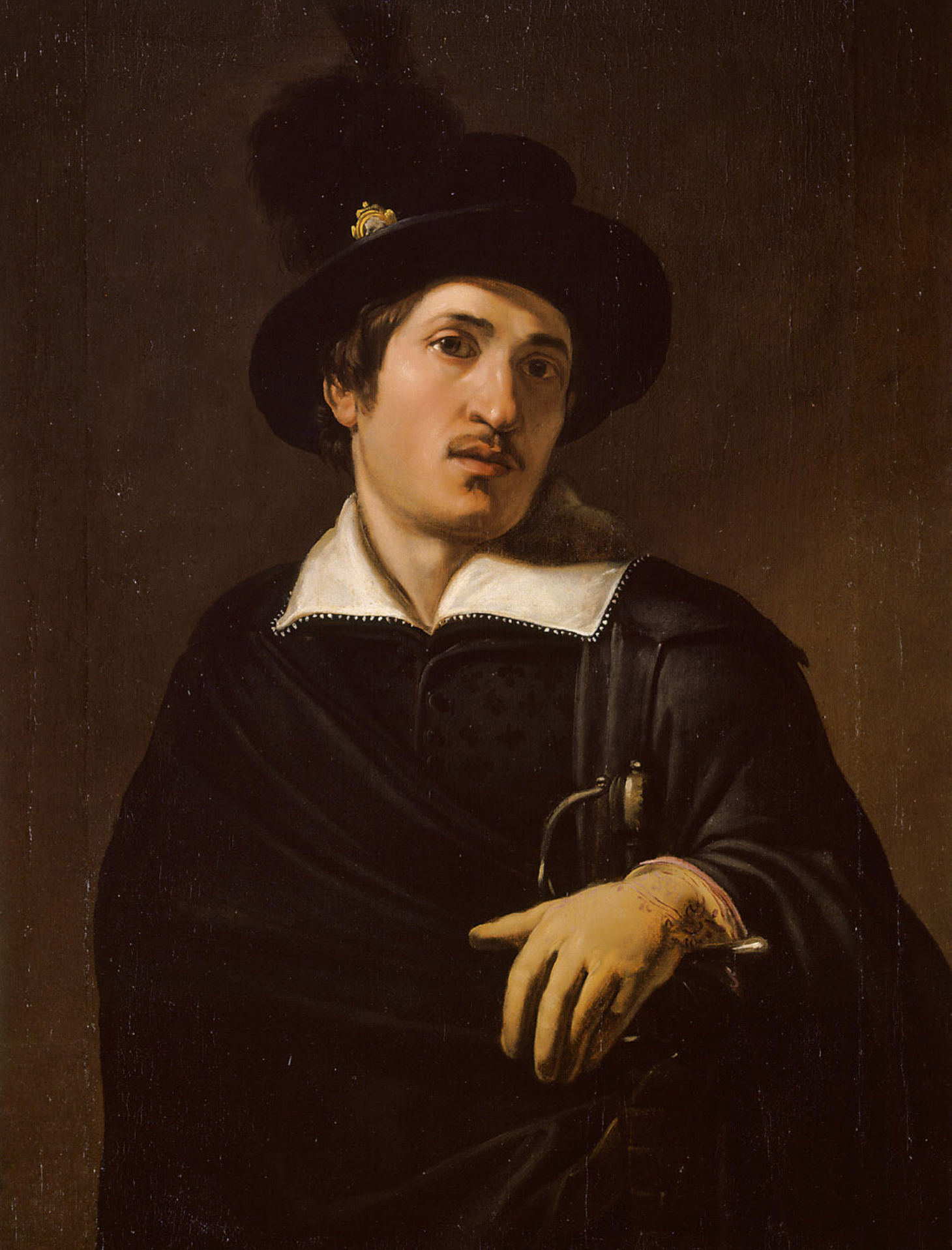
Männerporträt Kunsthistorisches Museum Wien